# 小城徹也
小城 徹也（こじょう てつや）は、日本の漫画家。

## 来歴・人物
中学一年時に隣の席のクラスメイトに誘われて漫画を描き始めたことがきっかけで、漫画家を目指すようになった。
小城徹也はペンネームである。本名と同じ「コバヤシテツヤ」という漫画家が既にいたため、ペンネームを考えていた時に、町中で「小城」という表札を見かけ、それをペンネームにしている（のちにその苗字は「こじょう」ではなく「おぎ」と読むことに気付く）。
ドルヲタ研究家を名乗り、ツイキャスや全国各地へ旅をしてアイドルヲタクと交流し、アイドルヲタクを題材にした作品を上梓する等している。

## 作品リスト

### 連載作品
- のらうさぎ（『ヤングガンガン』、スクウェア・エニックス）
- ももプロZ（『月刊少年ライバル』、講談社）
- ももプロZ AEスーパースター列伝（『ももいろクローバーZファンクラブサイト』、講談社）
- フラツキ（『ヤングガンガン』、スクウェア・エニックス）
- 堂々とアイドル推してもいいですか?（『月刊少年エース』、KADOKAWA）

### その他
- マンガ家さんとアシスタントさんと（第2話 エンドカード）